# Laure (modelo de arte)
Laure fue una modelo de arte en Francia conocida por su trabajo con el artista Édouard Manet. Es conocida por posar como la criada negra que ofrece un ramo de flores a la figura desnuda en la pintura Olympia de Manet de 1863.

## Biografía
Poco se sabe sobre Laure. Ha sido descrita como africana o caribeña y se desconoce su apellido. La historiadora del arte Griselda Pollock sugirió que conoció al artista Édouard Manet mientras trabajaba como niñera en el Jardín de las Tullerías en París. Otra teoría sugiere que Jeanne Duval, la amante del amigo de Manet, Charles Baudelaire, presentó a Manet y Laure. Esta teoría fue discutida por Pollock, así como por el archivista de Manet, Achille Tabarant.
El cuaderno de Manet, incluido en la exposición de 2019 Le Modèle noir, de Géricault à Matisse en el Museo de Orsay de París, registró su dirección en 11, rue de Vintimille, 3.er piso, en París.

Laure très belle négresse 11 rue de Vintimille 3e
Laure muy hermosa negra 11 rue de Ventimiglia 3.er
Édouard Manet

Esto estaba a menos de diez minutos a pie del apartamento de Manet en un barrio habitado por artistas y escritores de vanguardia, así como por una población negra «pequeña pero muy visible». Esta residencia estaba también cerca de la de Duval, a quien Baudelaire escribió en el 17 de la rue Sauffroy.

## Modelado de arte

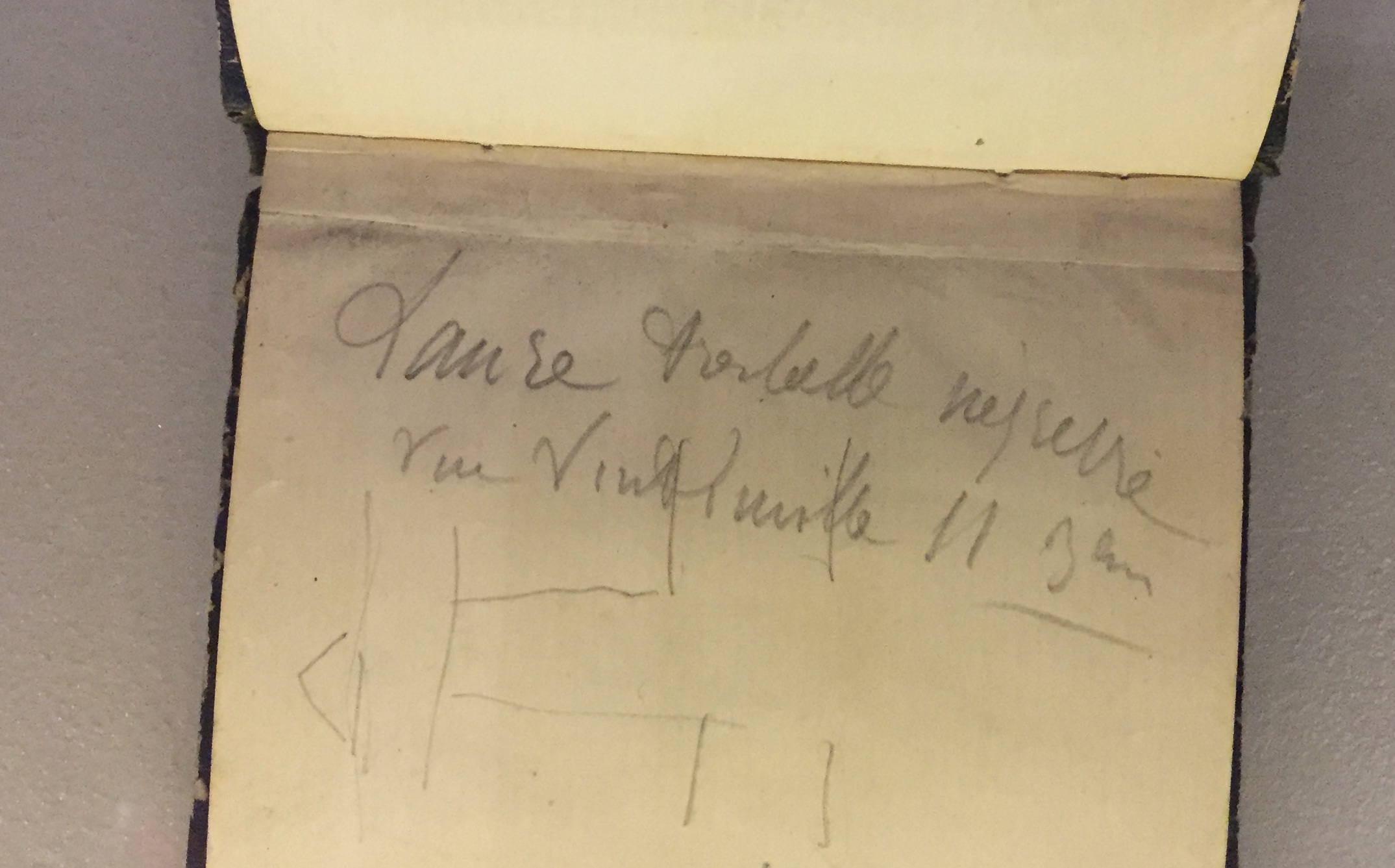
Una página del cuaderno de Manet que muestra la dirección de Laure.

Laure también apareció en la pintura de Manet Niños en el Jardín de las Tullerías (1861-62). En las pinturas Olympia y Niños en el Jardín de las Tullerías, Laure lleva el mismo atuendo de un vestido rosa con un cuello blanco alto y una pañuelo de madrás. No se sabe si fue pintada por otros artistas durante ese período.
En 1862-63, Manet pintó un retrato de Laure, La Négresse, que también se conoce como Retrato de Laure. El subtítulo de esta pintura es «une très belle négresse».

## Discusión en la historia del arte
Laure no ha sido muy estudiada en la historia del arte. Con algunas excepciones, se la presenta como «auxiliar» o como parte de un tema colonial más amplio dentro de la pintura.

## Legado
Las representaciones de Manet de Laure se mencionan en trabajos posteriores. Artistas como Frédéric Bazille, Henri Matisse y Romare Bearden citaron y mencionaron la figura de Laure. Algunos artistas hacen referencia específica a Laure, mientras que otros fusionan a Laure y Olympia en un solo personaje. Laure es una figura retratada a principios del siglo XXI por muchos artistas negros que la ponen en primer plano como «un sujeto por derecho propio, merecedor de subjetividad».

### Representaciones contemporáneas
Renee Cox frecuentemente hace referencia a Laure en sus obras, combinándolas o intercambiándolas con Olympia. Sus obras que hacen referencia a Laure y Olympia incluyen Olympia's Boyz de 2001, que combina los personajes, y Missy at Home de 2008, que la historiadora de arte Tracey Walters ve como una inversión de los roles de Olympia y Laure.
Maud Sulter ha representado a Laure en muchas de sus obras, incluida Phalia (Portrait of Alice Walker) de 1989 y Portrait d'une négresse (Bonny Greer) de 2002 y Jeanne Duval: A Melodrama. En Jeanne Duval: A Melodrama, Sulter superpone a Laure en Olympia con una fotografía de Nadar de la década de 1850 de una modelo negra desconocida, que Sulter sugirió que podría ser Duval.
Mickalene Thomas frecuentemente hace referencia a Laure en su trabajo. Su serie de 2012 Une très belle négresse, que toma su nombre del subtítulo de Retrato de Laure.
La pintura de 2018 de Elizabeth Colomba Laure (Retrato de una negra) muestra a Laure camino al estudio de Manet. La pintura de Colomba se incluyó en la exposición Posing Modernity: The Black Model from Manet and Matisse to Today, junto con las pinturas de Laure de Manet, en la Galería de Arte Wallach de la Universidad de Columbia. Esta exhibición, curada por Denisse Murrell, colocó a Laure en el centro de atención, lo que redefinió y nombró a las mujeres negras en el arte.

## Galería

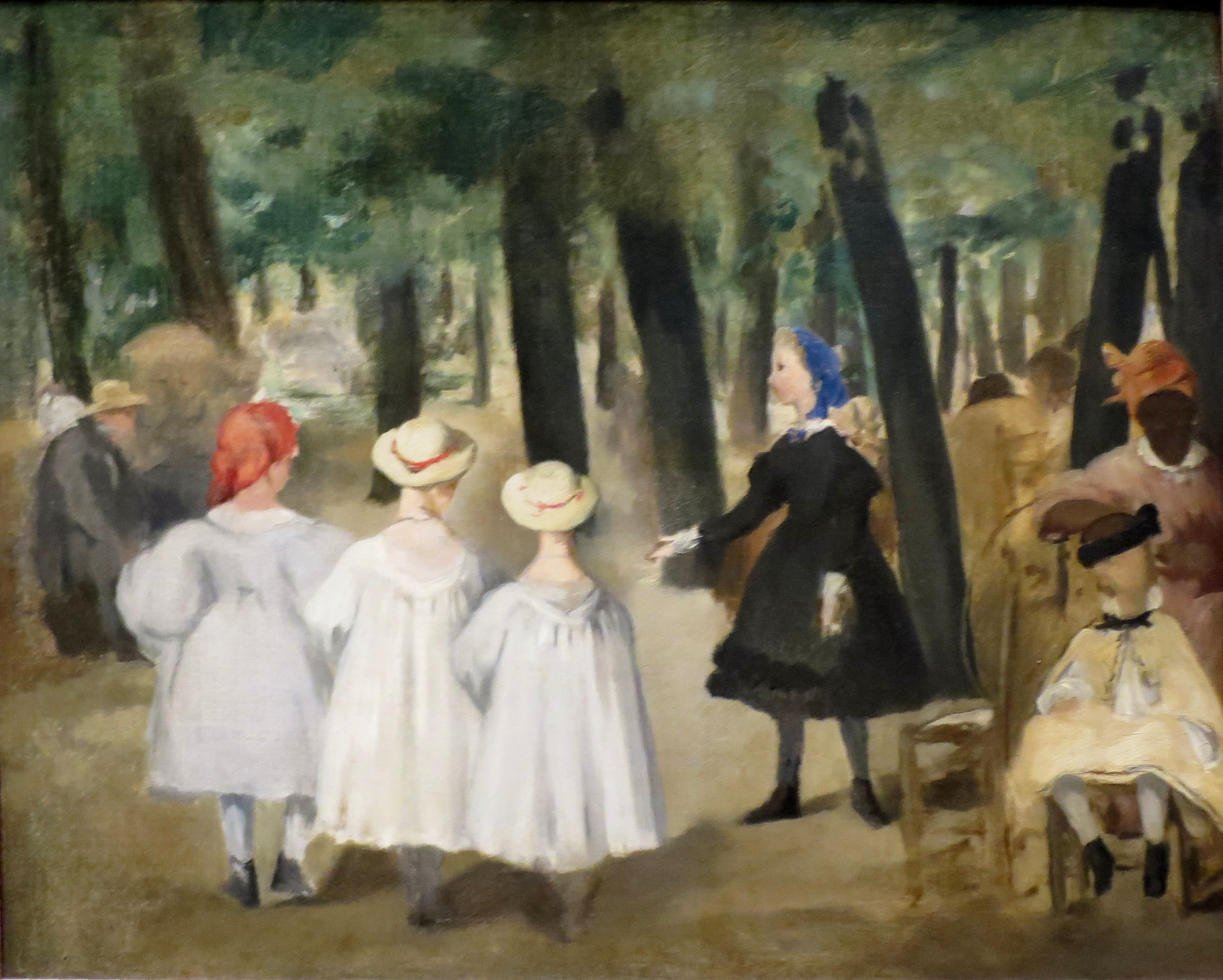
Niños en el Jardín de las Tullerías (1862) de Édouard Manet
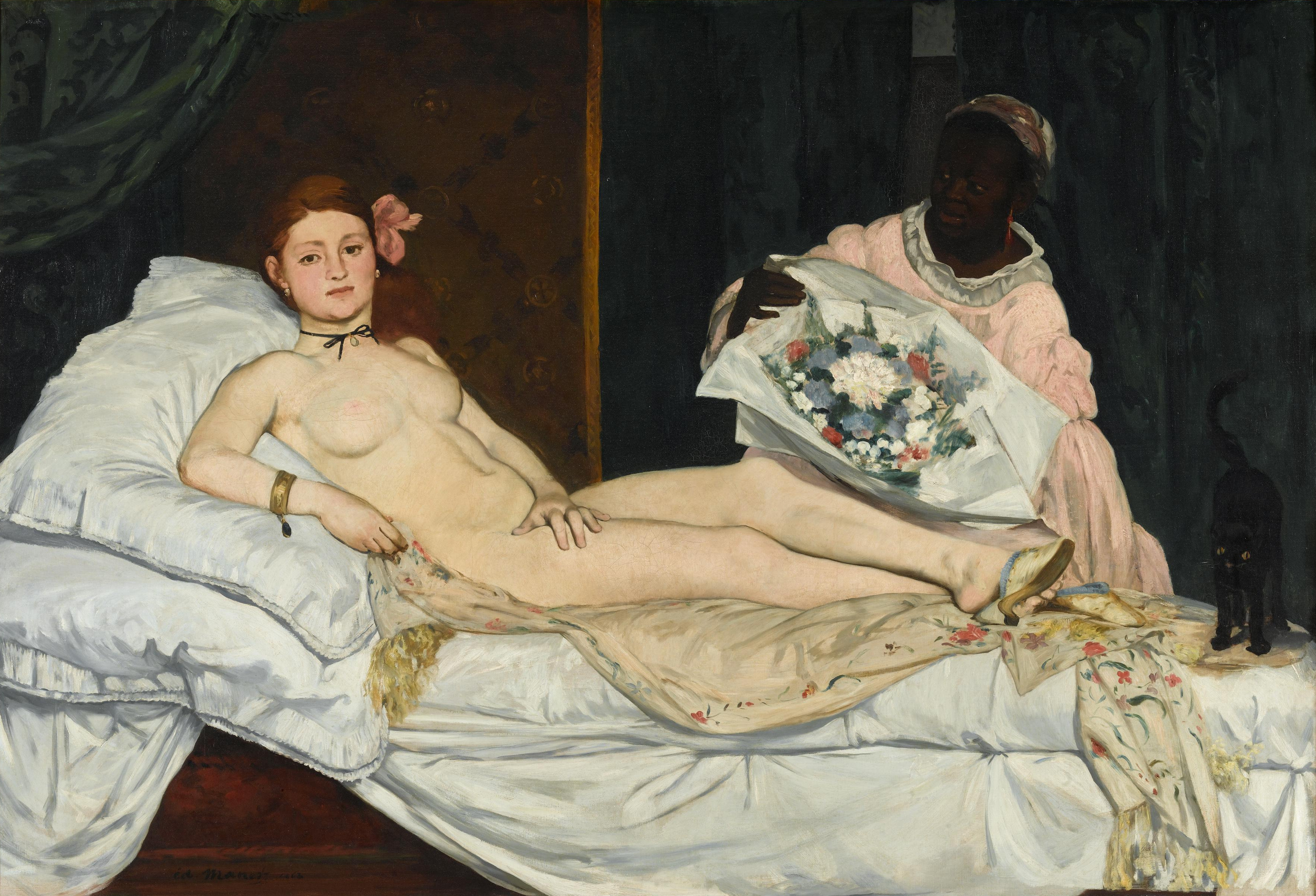
Olympia (1863) de Édouard Manet
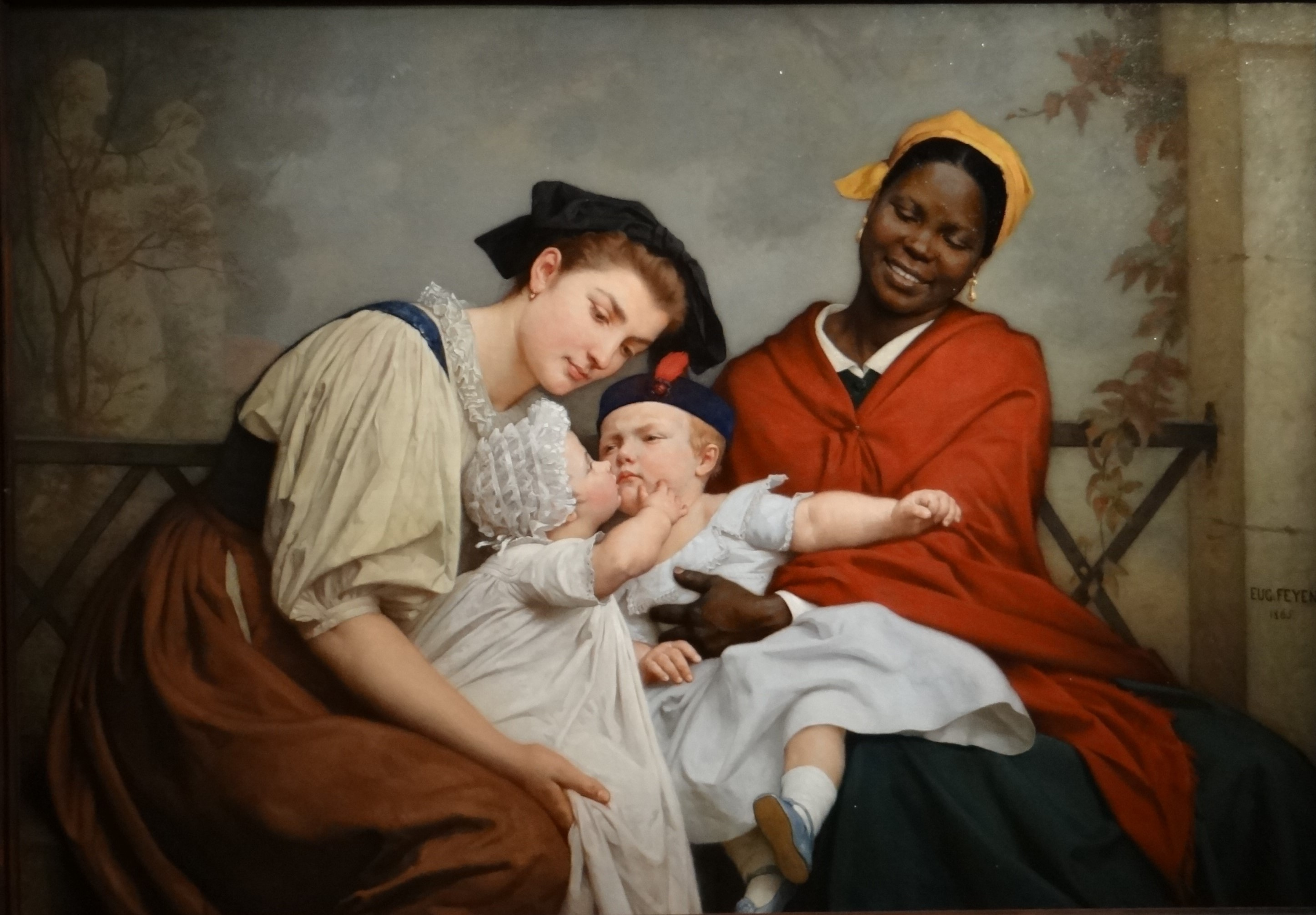
El beso infantil (1865) de Jacques-Eugène Feyen.
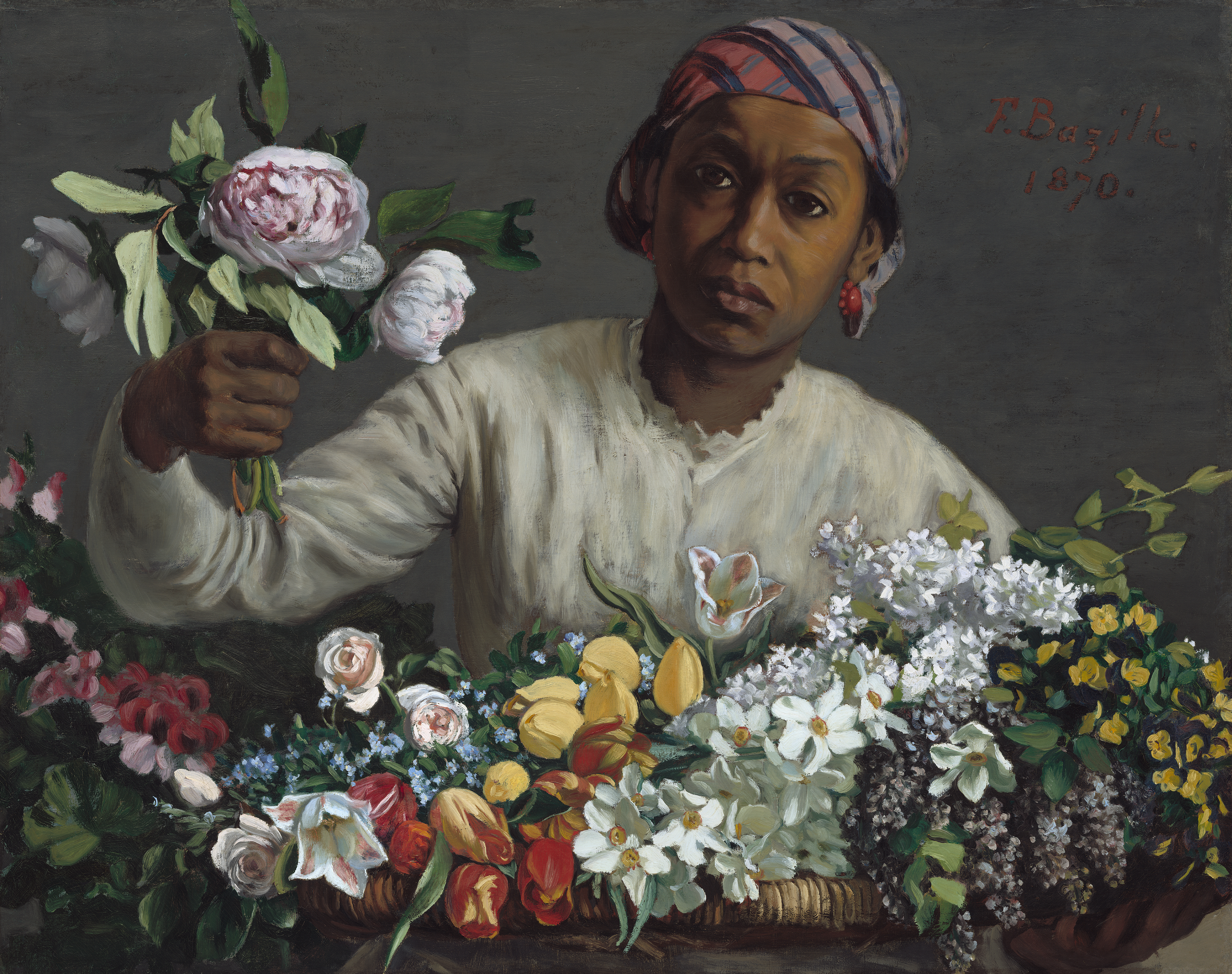
Negra con peonías (1870) de Frédéric Bazille.